# پی‌یر ویری
پی‌یر ویری (انگلیسی: Pierre Véry; ۱۷ نوامبر ۱۹۰۰ – ۱۲ اکتبر ۱۹۶۰) فیلم‌نامه‌نویس، نویسنده و نویسنده کودکان اهل کشور فرانسه بود. از فیلم‌هایی که وی فیلم نامه نویس آن بوده‌است می‌توان به صومعه پارم اشاره نمود.